# 胡贵人
胡贵人（？—1623年），明朝明熹宗的贵人。

## 生平
胡贵人怨恨专权的明熹宗乳母客氏，所以常与他人言讲。天启三年十一月初一日逝世。据称是得急病而死。杨涟上书弹劾宦官魏忠贤時，提到此事，指出是客氏的同党魏忠贤借着朱由校出宫祭天的机会，派人杀害胡贵人，然后向皇帝报称是暴疾而亡。

## 相关资料
- 《国榷》
- 《罪惟录》
- 《明熹宗實錄》